# Norwegian Epic
Le Norwegian Epic  est un navire de croisière construit aux Chantiers de l'Atlantique de Saint-Nazaire (STX France), en France pour la compagnie Norwegian Cruise Line.

Il a été livré le 17 juin 2010 et a effectué son premier voyage inaugural le 24 juin au départ de Southampton à destination de New York où il est arrivé le 1er juillet. C'est le plus gros navire de croisière à avoir accosté au terminal passager de New York

## Description
La classe F3 surpasse la classe Jewel comme plus grand navire de croisière, avec une marge de plus de 50 000 tonneaux. 

Le Norwegian Epic représente une troisième génération de navire de « croisière libre » et sa taille permet à NCL d’avoir un bateau équivalent à la « méga-classe » de ses concurrents Royal Caribbean International, Carnival Cruises et même MSC Croisières.

Le Norwegian Epic pourra accueillir 4 200 passagers, disposant de 2 109 cabines de 30 catégories différentes sur 7 ponts réservés à leur usage.

### Loisirs proposés
Le Norwegian Epic disposera d’un grand nombre d’activités et de loisirs, entre autres :
- 18 bars et salons, dont un « Ice bar » conditionné à −12 °C
- 14 restaurants
- 1 terrain multi-sports (basket-ball, baseball, tennis, football, volley-ball)
- 6 pistes de bowling
- 1 parc aquatique
- mur d'escalade et de descente en rappel
- centre de fitness, salle de sport, thermes
- salles de jeux pour enfants et adolescents, salles de jeux vidéo
- night-club
- salles de cinéma et de conférence

## Conception et construction

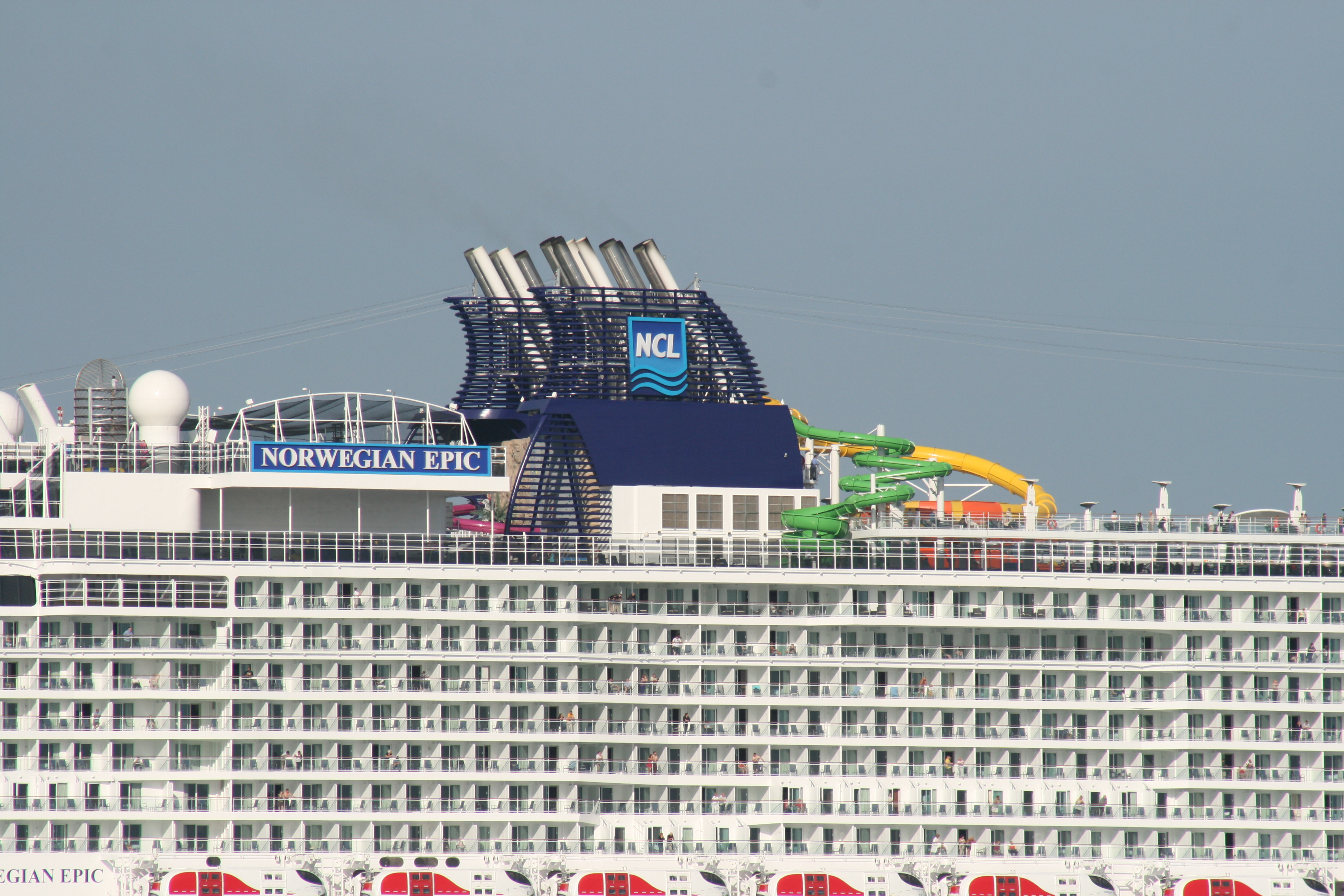
Les toboggans aquatiques de l'Aqua Park

Deux navires de cette classe ont été commandés par la compagnie Norwegian Cruise Line en novembre 2006, avec une option pour un troisième qui n’a pas été retenue par la suite.
L’acquisition de 50 % de la NCL par la firme américaine Apollo Management en août 2007 causa un différend avec le constructeur Aker Yards (qui deviendra STX Europe en novembre 2008) concernant le prix du navire, Apollo Management souhaitant effectuer plusieurs modifications aux plans du projet F3, augmentant ainsi son coût de production. Le chantier du premier navire fut provisoirement interrompu en septembre 2008, alors qu’un quart du navire était construit, dans l’attente d’un nouvel accord. Bien qu’il eût été annoncé que les discussions n’affecteraient pas la construction du second paquebot, celle-ci fut finalement annulée,.
La réalisation du bateau a pris beaucoup de retard à cause de problèmes technique (moteurs, portes des cales ...) mais également en raison des 3 incendies qui se sont déclarés dans le bateau en construction. Un pyromane aurait tenté de mettre le feu dans trois locaux techniques, le premier incendie ayant abouti au remplacement de plus de 50 km de câble, les deux autres n'ayant pas fait de victime, ni de dégâts matériels.

## Accident
Le 12 février 2019, victime d'un problème mécanique, le navire de croisière coule deux plateformes d'amarrage en accostant dans le port de San Juan, à Porto Rico.